# 판노티아
판노티아(영어: Pannotia)는 선캄브리아 시대 후기쯤에 생긴 초대륙이다. 고생대 실루리아기 쯤에 분열된 것으로 추측된다. 판 구조론에서 약 15억년 전부터 10억년 전에 존재했던 것으로 추정하고 있다. 판노티아 대륙은 그 이후 분열하여 약 10억년 전부터 7억년 전 사이에 로디니아 대륙이 형성된 것으로 추측된다. 고지자기학 연구로 그 존재가 밝혀졌지만, 형성 및 분열시기 등 세부사항은 이견이 많다.
또한, 학자들에 따라 약 7억년 전에 로디니아 대륙이 3개로 분열하고, 이들이 6억년 전에 다시 하나가 되어 만들어진 대륙을 판노티아로 지칭하기도 한다. 그리고 그들은 그 이후 5억 4000만년 전 무렵에 판노티아 대륙은 로라시아 대륙, 발티카 대륙, 시베리아 대륙, 곤드와나 대륙으로 분열하였다고 주장한다. 5억년 전 이전의 대륙 이동의 양상에 대해 학자들 사이에서 합의된 바가 없고, 판노티아 대륙에 대해서도 언제 존재한 어떤 대륙을 지칭하는지에 대한 합의가 있지 않다.

## 같이 보기
- 판 구조론